# Parque Estadual da Serra de Jaraguá

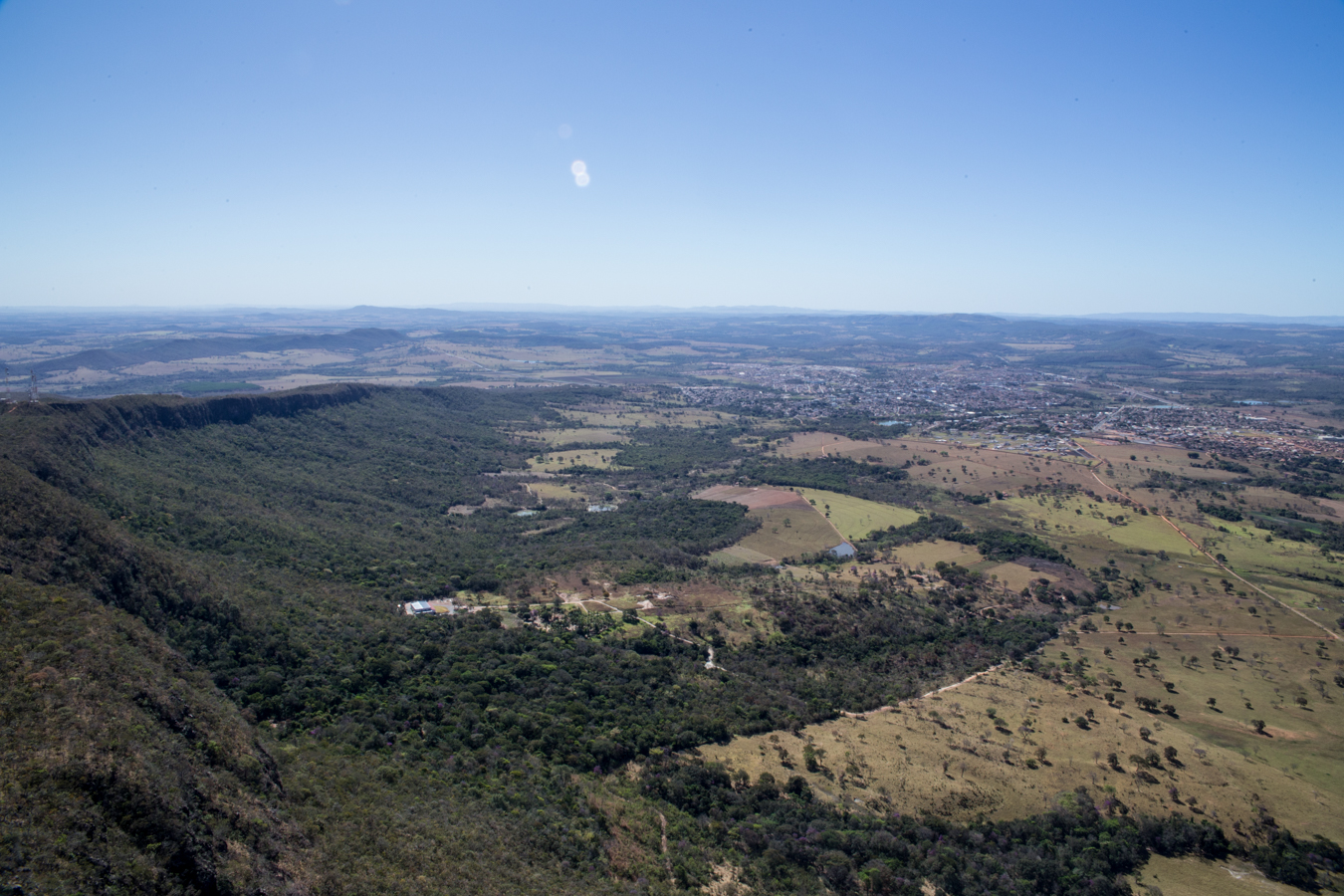
Serra do Jaraguá.

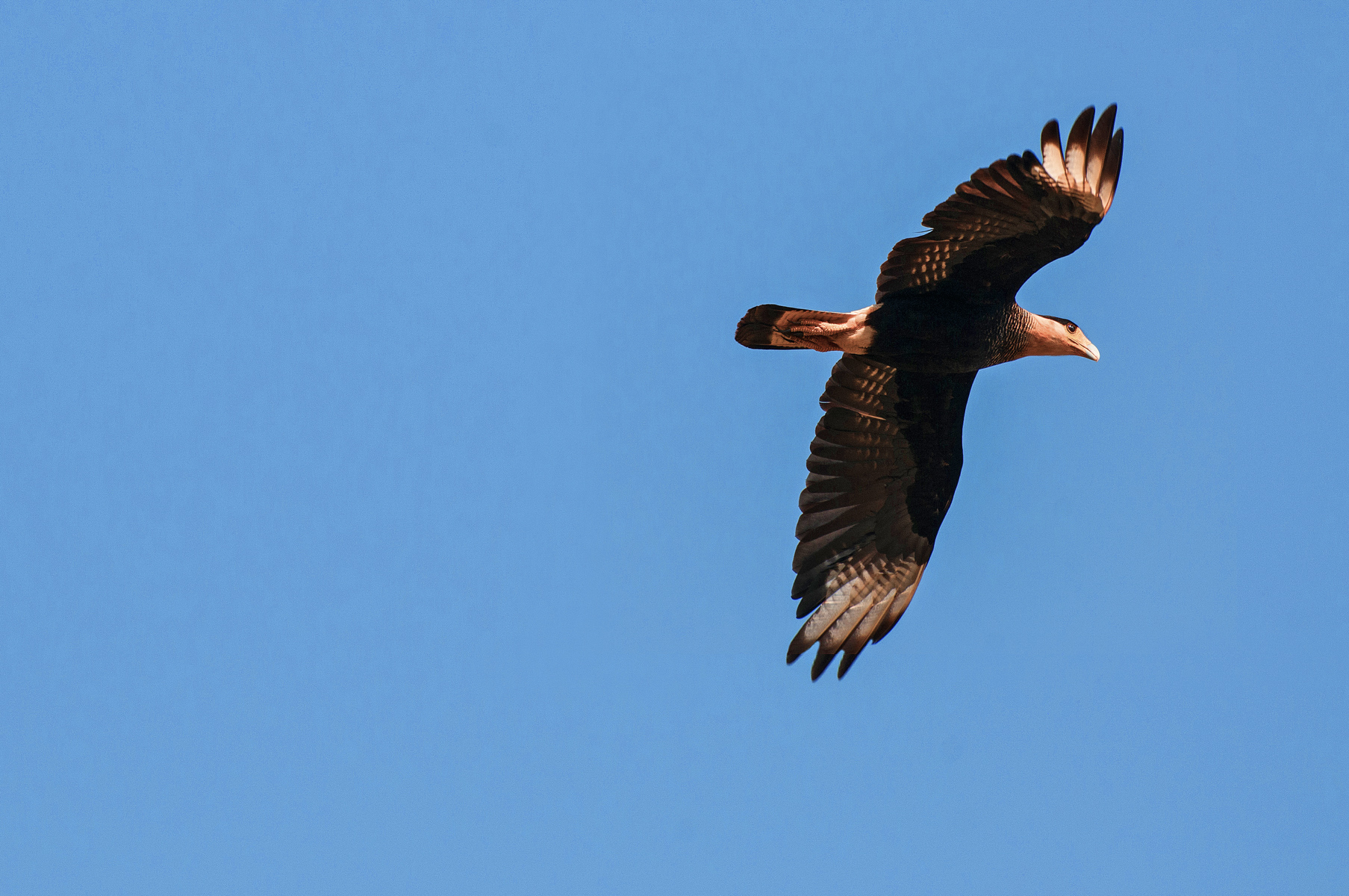
Fauna do PESJ.

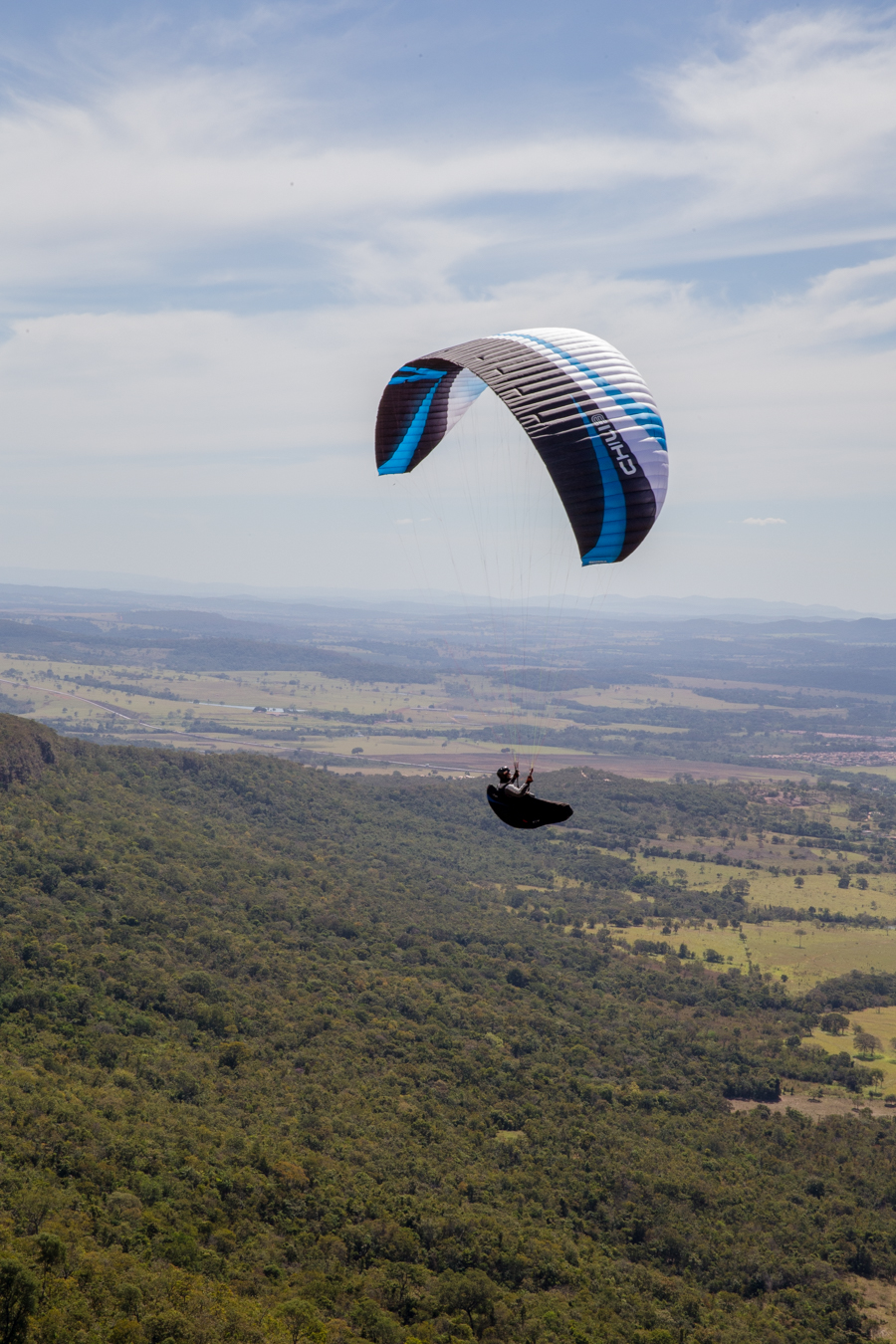
Parapente no Parque Ecológico da Serra de Jaraguá.

O Parque Estadual da Serra de Jaraguá (PESJ) é um parque estadual localizado nas cidades de Jaraguá e São Francisco de Goiás, no estado brasileiro de Goiás.

## História
O parque foi criado por lei estadual em 1998 e teve sua delimitação estabelecida no ano de 2012. Em 2015 teve o seu nome alterado assim como a sua área de abrangência e limites.

## Características geográficas
O Parque Ecológico abrange uma área delimitada de 2 828 hectares e o Instituto do Patrimônio Histórico e Artístico Nacional (IPHAN)  tem dois sítios arqueológicos identificado e registrados no parque.
Foi criado com o objetivo de preservar mananciais e fontes d'agua, bem como a flora e a fauna, objetiva também o controle da ocupação do solo na em seu entorno. É uma área aberta a pesquisadores e também abriga eventos esportivos e de lazer.